# Johannes Erasmus Iversen
Johannes Erasmus Iversen (1713-1755) var en dansk musiker, lærer, dirigent, komponist og koncertarrangør.

## Liv og gerning
Opfyldt af patriotisk iver og af begejstring for sin kunst virkede han som dirigent og komponist, som lærer og udøvende musiker utrættelig for udviklingen af musiksansen hos det københavnske publikum ved midten af det 18. århundrede. Især gjorde han sig fortjent ved at indføre regelmæssige offentlige koncerter, som han foranstaltede i forening med nogle andre musikdyrkere, og som 1744, efter at de havde bestået i omtrent 4 år, førte til oprettelsen af Det musikalske Societet, en institution, der på en gang var musikforening og konservatorium, og hvis musikalske ledelse blev overdraget til ham som Selskabets koncertmester.
Efter, at Societetet i 1749 var blevet nedlagt, stiftede Iversen et nyt "Collegium musicum", til dels bestående af elever, som han selv havde uddannet, men da han snart derpå fik ansættelse som kantor ved Vor Frue Skole, standsede vistnok Kollegiets koncerter, og han vides senere kun ved enkelte lejligheder at være trådt frem for offentligheden som koncertgiver.

## Værker
En enkelt af Iversens symfonier har overlevet i en afskrift dateret sept. 1747 på Universitetsbiblioteket i Lund. Resten af hans musik eksisterer (vistnok) ikke mere, men fra hans koncertvirksomhed kendes titlerne på flere kantater af ham, deriblandt Forsynstempelet, opført i anledning af salvingsfesten 1747. Som kantor ved Latinskolen komponerede han ligeledes en del kantater, især til brug ved universitetsfesterne, fx en sørgekantate over dronning Louise og en kantate i anledning af dronning Juliane Maries indtog, begge fra 1752. Et af de sidste arbejder, han opførte, var sørgemusikken over Holberg, til hvem han havde stået i venskabeligt forhold.